# Liste der denkmalgeschützten Objekte in Krupina
Die Liste der denkmalgeschützten Objekte in Krupina enthält die 25 nach slowakischen Denkmalschutzvorschriften geschützten Objekte in der Gemeinde Krupina im Okres Krupina.

## Denkmäler
| Foto |                 | Denkmal / č. ÚZPF                             | Standort / Konskr. Nr.                                    | Offizielle Beschreibung                  | Beschreibung                                               | Metadaten                                                             |
| ---- | --------------- | --------------------------------------------- | --------------------------------------------------------- | ---------------------------------------- | ---------------------------------------------------------- | --------------------------------------------------------------------- |
|      | Datei hochladen | Burgmauer(sk) ObjektID: 605-1099/1            | KG: Krupina Konskr.Nr.:                                   | 0                                        |                                                            | č. NKP: 605-1099/1 Stand des NKP: 2012-02-08 Name: MÚR HRADBOVÝ       |
| ja   | Datei hochladen | Bastion(sk) ObjektID: 605-1099/2              | Standort KG: Krupina Konskr.Nr.:                          | juhozápadný                              | südwestliche                                               | č. NKP: 605-1099/2 Stand des NKP: 2012-02-08 Name: BASTIÓN            |
| ja   | Datei hochladen | Wachturm(sk) ObjektID: 605-1100/0             | Standort KG: Krupina Konskr.Nr.:                          | Protiturecká veža                        | gegen die Türken                                           | č. NKP: 605-1100/0 Stand des NKP: 2012-02-08 Name: VEŽA STRÁŽNA       |
|      | Datei hochladen | Stadtpark(sk) ObjektID: 605-1166/1            | KG: Krupina Konskr.Nr.:                                   |                                          |                                                            | č. NKP: 605-1166/1 Stand des NKP: 2012-02-08 Name: PARK MESTSKÝ       |
|      | Datei hochladen | Grabstätte(sk) ObjektID: 605-2878/0           | KG: Krupina Konskr.Nr.:                                   | rumunský vojak                           | von rumänischen Soldaten                                   | č. NKP: 605-2878/0 Stand des NKP: 2012-02-08 Name: NÁHROBNÍK          |
| BW   | Datei hochladen | Aufgelassene Kirche(sk) ObjektID: 605-10776/0 | Standort KG: Krupina Konskr.Nr.:                          | r.k.sv.Petra - Zaniknutý kostol Na Petre | römisch-katholische Kirche St. Peter                       | č. NKP: 605-10776/0 Stand des NKP: 2012-02-08 Name: KOSTOL ZANIKNUTÝ  |
| ja   | Datei hochladen | Kirche(sk) ObjektID: 605-1098/1               | Bockayho nám. 60 Standort KG: Krupina Konskr.Nr.: 60      | r.k.Narodenia P.M. - Bazilika            | römisch-katholische Kirche Mariä Geburt, Basilika          | č. NKP: 605-1098/1 Stand des NKP: 2012-02-08 Name: KOSTOL             |
| ja   | Datei hochladen | Burgmauer(sk) ObjektID: 605-1098/2            | Bockayho nám. 60 Standort KG: Krupina Konskr.Nr.: 60      | 0                                        |                                                            | č. NKP: 605-1098/2 Stand des NKP: 2012-02-08 Name: MÚR HRADBOVÝ       |
| ja   | Datei hochladen | Statue(sk) ObjektID: 605-1098/3               | Bockayho nám. Standort KG: Krupina Konskr.Nr.:            | sv.Ján Nepomucký                         | St. Johannes Nepomuk                                       | č. NKP: 605-1098/3 Stand des NKP: 2012-02-08 Name: SOCHA              |
| ja   | Datei hochladen | Denkmal mit Statue(sk) ObjektID: 605-1166/2   | Park A.Sládkovica Standort KG: Krupina Konskr.Nr.:        | Sládkovic A. - 1820-1872,básnik          | für Andrej Sládkovič eigentlich Andrej Braxatoris, Dichter | č. NKP: 605-1166/2 Stand des NKP: 2012-02-08 Name: POMNÍK SO SOCHOU   |
| BW   | Datei hochladen | Bürgerhaus(sk) ObjektID: 605-10712/0          | Partizánska ul. 6 Standort KG: Krupina Konskr.Nr.: 479    | nárožný                                  | Eckhaus                                                    | č. NKP: 605-10712/0 Stand des NKP: 2012-02-08 Name: DOM MEŠTIANSKY    |
| BW   | Datei hochladen | Handwerkerhaus(sk) ObjektID: 605-10713/0      | Pribinova ul. 1 Standort KG: Krupina Konskr.Nr.: 474      | nárožný                                  | Eckhaus                                                    | č. NKP: 605-10713/0 Stand des NKP: 2012-02-08 Name: DOM REMESELNÍCKY  |
| ja   | Datei hochladen | Piaristenkloster(sk) ObjektID: 605-11079/0    | Sládkovicova ul. 10 Standort KG: Krupina Konskr.Nr.: 41   | piaristický                              |                                                            | č. NKP: 605-11079/0 Stand des NKP: 2012-02-08 Name: KLÁŠTOR PIARISTOV |
| BW   | Datei hochladen | Bürgerhaus(sk) ObjektID: 605-11097/0          | Sládkovicova ul. 20 Standort KG: Krupina Konskr.Nr.: 51   | nárožný                                  | Eckhaus                                                    | č. NKP: 605-11097/0 Stand des NKP: 2012-02-08 Name: DOM MEŠTIANSKY    |
| BW   | Datei hochladen | Gedenkhaus(sk) ObjektID: 605-1165/1           | Sládkovicovo nám. 13 Standort KG: Krupina Konskr.Nr.: 44  | Sládkovic A. - 1820-1872,básnik          | für Andrej Sládkovič, Dichter                              | č. NKP: 605-1165/1 Stand des NKP: 2012-02-08 Name: DOM PAMÄTNÝ        |
| BW   | Datei hochladen | Gedenktafel(sk) ObjektID: 605-1165/2          | Sládkovicovo nám. 13 Standort KG: Krupina Konskr.Nr.: 44  | Sládkovic A. - 1820-1872,básnik          | für den Schriftsteller und Seelsorger Andrej Sládkovič     | č. NKP: 605-1165/2 Stand des NKP: 2012-02-08 Name: TABULA PAMÄTNÁ     |
| BW   | Datei hochladen | Handwerkerhaus(sk) ObjektID: 605-11098/0      | SNP nám. 19 Standort KG: Krupina Konskr.Nr.: 126          | nárožný                                  | Eckhaus                                                    | č. NKP: 605-11098/0 Stand des NKP: 2012-02-08 Name: DOM REMESELNÍCKY  |
| BW   | Datei hochladen | Handwerkerhaus(sk) ObjektID: 605-10714/0      | SNP nám. 20 Standort KG: Krupina Konskr.Nr.: 127          | nárožný                                  | Eckhaus                                                    | č. NKP: 605-10714/0 Stand des NKP: 2012-02-08 Name: DOM REMESELNÍCKY  |
| ja   | Datei hochladen | Figurengruppe(sk) ObjektID: 605-1101/0        | Svätotrojicné nám. Standort KG: Krupina Konskr.Nr.:       | sv.Trojica                               | heilige Dreifaltigkeit                                     | č. NKP: 605-1101/0 Stand des NKP: 2012-02-08 Name: SÚSOŠIE            |
| ja   | Datei hochladen | Denkmal(sk) ObjektID: 605-2877/0              | Svätotrojicné nám. Standort KG: Krupina Konskr.Nr.:       | sov.armáda                               | für die Sowjetarmee                                        | č. NKP: 605-2877/0 Stand des NKP: 2012-02-08 Name: POMNÍK             |
| BW   | Datei hochladen | Bürgerhaus(sk) ObjektID: 605-10767/0          | Svätotrojicné nám. 2 Standort KG: Krupina Konskr.Nr.: 2   | radový                                   | Reihenhaus                                                 | č. NKP: 605-10767/0 Stand des NKP: 2012-02-08 Name: DOM MEŠTIANSKY    |
| ja   | Datei hochladen | Gedenkhaus(sk) ObjektID: 605-2879/1           | Svätotrojicné nám. 4 Standort KG: Krupina Konskr.Nr.: 4   | revolucný NV                             | für die revolutionäre National?                            | č. NKP: 605-2879/1 Stand des NKP: 2012-02-08 Name: DOM PAMÄTNÝ        |
| BW   | Datei hochladen | Gedenktafel(sk) ObjektID: 605-2879/2          | Svätotrojicné nám. 4 Standort KG: Krupina Konskr.Nr.: 4   | revolucný NV                             | für die revolutionäre National?                            | č. NKP: 605-2879/2 Stand des NKP: 2012-02-08 Name: TABULA PAMÄTNÁ     |
| BW   | Datei hochladen | Bürgerhaus(sk) ObjektID: 605-3480/0           | Svätotrojicné nám. 15 Standort KG: Krupina Konskr.Nr.: 15 | radový                                   | Reihenhaus                                                 | č. NKP: 605-3480/0 Stand des NKP: 2012-02-08 Name: DOM MEŠTIANSKY     |
| ja   | Datei hochladen | Gedenktafel(sk) ObjektID: 605-1167/0          | Svätotrojicné nám. 21 Standort KG: Krupina Konskr.Nr.: 21 | Šoltésová E.M. - 1855-1939,spisovatelka  | für Elena Maróthy-Šoltésová, Schriftstellerin              | č. NKP: 605-1167/0 Stand des NKP: 2012-02-08 Name: TABULA PAMÄTNÁ     |

## Legende
Die Tabelle enthält im Einzelnen folgende Informationen:
| Foto:                    | Fotografie des Denkmals. |
| Denkmal / č. ÚZPF:       | Die Übersetzung der Bezeichnung des Denkmals, wie sie vom Slowakischen Denkmalamt (Pamiatkový úrad Slovenskej republiky) verwendet wird. Die Originalbezeichnung ist unter dem Fragezeichen angegeben. Fehlt die Übersetzung, so wird die Originalbezeichnung direkt angezeigt. Weiters ist die Objekt-Identifikationsnummer (Objekt ID) angeführt. Sie ist die offizielle, in der Slowakei eindeutige Nummer č. ÚZPF inklusive der zugehörigen Zählnummer, wie sie in den Daten des Denkmalamtes angegeben wird. Da diese nur innerhalb eines Landkreises gezählt wird, ist dessen Nummer der Denkmalnummer vorangestellt. |
| Standort:                | Wenn in der Liste vorhanden, ist die Adresse angegeben. In Klammern kann sich noch eine zusätzliche Adresse befinden, wenn es beispielsweise ein Eckhaus ist. Bei freistehenden Objekten ohne Adresse (zum Beispiel bei Bildstöcken) ist eine Adresse angegeben, die in der Nähe des Objekts liegt. Durch Aufruf des Links Standort wird die Lage des Denkmals in verschiedenen Kartenprojekten angezeigt. Darunter sind die Katastralgemeinde (KG) und, wenn vorhanden, die Konskriptionsnummer (Konskr. Nr.) angegeben.                                                                                                   |
| Offizielle Beschreibung: | Es ist die Kurzbeschreibung auf Slowakisch, wie sie in den offiziellen Listen angegeben ist, eingetragen. |
| Beschreibung:            | Kurze Angaben zum Denkmal auf Deutsch. |
| Metadaten:               | Zusätzlich werden, wenn in den persönlichen Einstellungen das Helferlein Dauerhaftes Einblenden von Metadaten aktiviert ist, ebensolche angezeigt. |

- Karte mit allen Koordinaten:
- OSM |
- WikiMap